# Syntermitinae
Syntermitinae es una subfamilia de termitas, que contiene los siguientes géneros:

## Géneros
1. Acangaobitermes
2. Armitermes
3. Cahuallitermes
4. Cornitermes
5. Curvitermes
6. Cyrilliotermes
7. Embiratermes
8. Ibitermes
9. Labiotermes
10. Macuxitermes
11. Mapinguaritermes
12. Noirotitermes
13. Paracurvitermes
14. Procornitermes
15. Rhynchotermes
16. Silvestritermes
17. Syntermes
18. Uncitermes